# 1908年ロンドンオリンピックのオーストララシア選手団
1908年ロンドンオリンピックのオーストララシア選手団（1908ねんロンドンオリンピックのオーストララシアせんしゅだん）は、1908年4月27日から10月31日にかけてイギリスの首都ロンドンで開催された1908年ロンドンオリンピックのオーストララシア選手団、およびその競技結果。

## 概要
前回1904年セントルイスオリンピックまでオーストラリアは単独の選手団として参加していたが、今大会ではニュージーランドと合同の選手団を結成し、オーストララシアとしての参加となった。
初めてのオリンピック参加となったオーストララシアは、今大会で金メダル1個、銀メダル2個、銅メダル2個の合計5個のメダルを獲得した。

## メダル
| メダル | 選手名                 | 競技 | 種目            |
| ------ | ---------------------- | ---- | --------------- |
| 銀     | フランク・ボールペール | 競泳 | 男子400m自由形  |
| 銅     | ハリー・カー           | 陸上 | 男子3500m競歩   |
| 銅     | フランク・ボールペール | 競泳 | 男子1500m自由形 |